# 羅格峰
47°09′55″N 10°12′33″E / 47.16528°N 10.20917°E

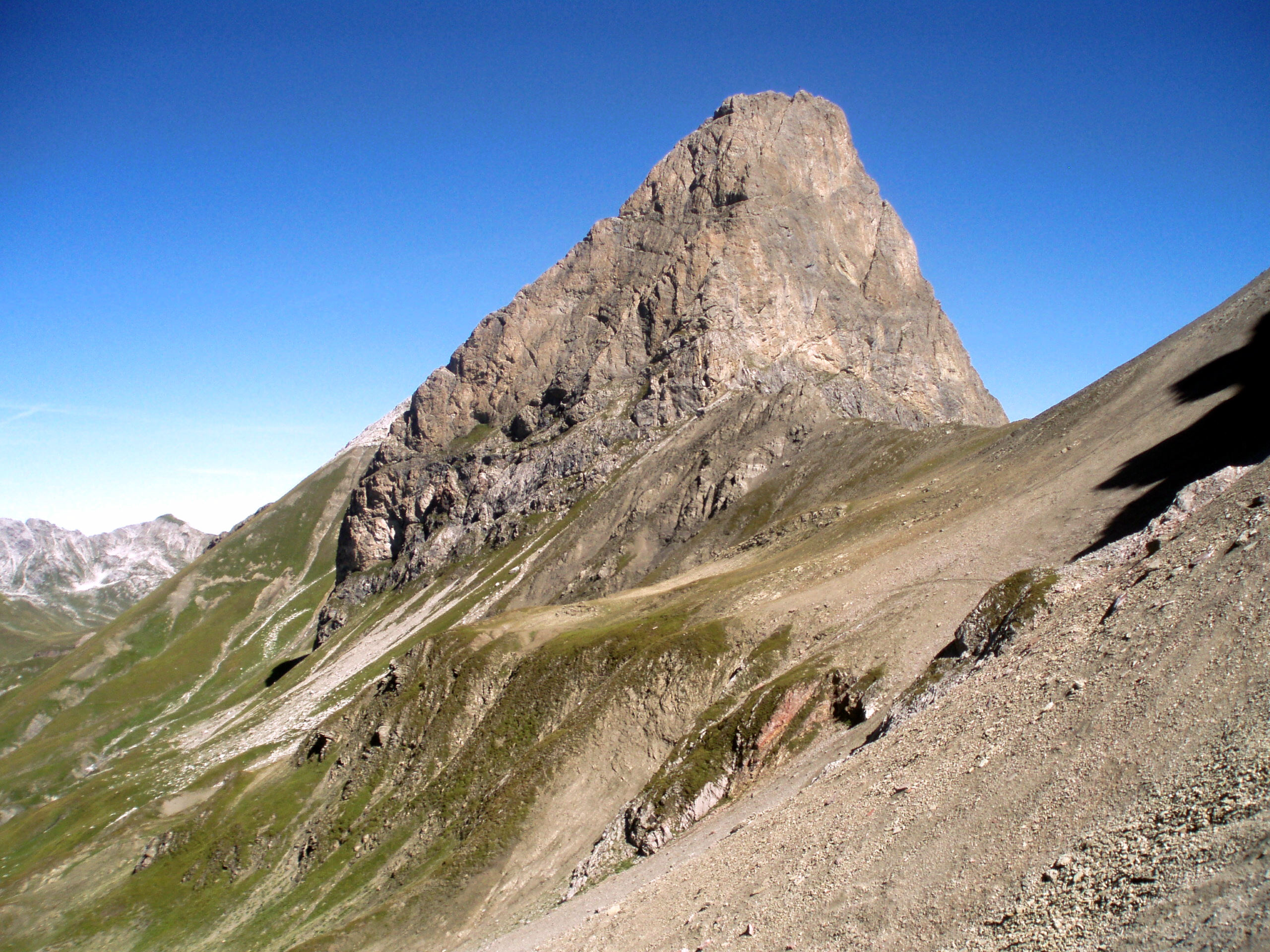

羅格峰（德語：Roggspitze），是奧地利的山峰，位於該國西部，處於蒂羅爾州和福拉爾貝格州接壤的邊界，屬於萊希塔爾阿爾卑斯山脈的一部分，海拔高度2,747米，每年平均降雨量1,730毫米。